# Kōhei Doi
Kōhei Doi (japanisch 土井 康平 Doi Kōhei; * 24. Dezember 1988 in Kobe) ist ein ehemaliger japanischer Fußballtorwart.

## Karriere
Kōhei Doi begann seine Fußballkarriere in den Jugendmannschaften von Vissel Kōbe. Im Jahr 2007 unterzeichnete er seinen ersten Profivertrag bei demselben Verein, der damals in der höchsten Liga des Landes, der J1 League spielte. Im Laufe seiner Karriere machte Kōhei Doi bei verschiedenen Vereinen halt. Im Jahr 2009 wurde er an den Zweitligisten Mito HollyHock ausgeliehen, bevor er im August desselben Jahres zu Vissel Kōbe zurückkehrte. 2010 wechselte er zum Ehime FC Shimanami und 2012 zu Grulla Morioka. Die Saison 2013 endete für Doi und sein Team mit dem Aufstieg in die J3 League. Im März 2015 wechselte er vorübergehend zum Zweitligisten Kyoto Sanga FC, kehrte aber bereits ein Jahr später zu Grulla Morioka zurück, das heute unter dem Namen Iwate Grulla Morioka bekannt ist. Nach vielen Jahren auf dem Platz und zahlreichen Erfahrungen im Profifußball entschied sich Kōhei Doi schließlich, seine aktive Karriere als Fußballspieler am 1. Februar 2022 zu beenden.